# Hold住爱
《Hold住爱》是2012年8月23日在中国大陆上映的電影，导演為张琦，主演為杨幂、刘恺威。《HOLD住爱》上映首周票房约4180万元，平均每场观众人數為23位。《Hold住爱》於2013年獲得第四届中国电影金扫帚奖中的最令人失望中小成本电影奖第4名。